# Цикоте (Лозница)
Цикоте је насељено место града Лознице у Мачванском округу. Према попису из 2022. било је 746 становника.
Почетком 2022. године подигнут је споменик жртвама фашизма убијеним октобра 1941. године.

## Демографија
У насељу Цикоте живи 960 пунолетних становника, а просечна старост становништва износи 41,3 година (39,8 код мушкараца и 42,8 код жена). У насељу има 398 домаћинстава, а просечан број чланова по домаћинству је 2,95.
Ово насеље је великим делом насељено Србима (према попису из 2002. године), а у последња три пописа, примећен је пад у броју становника.
|  |

| Демографија | Демографија | Демографија |
| Година      | Становника  | Становника  |
| ----------- | ----------- | ----------- |
| 1948.       | 1.643       |             |
| 1953.       | 1.822       |             |
| 1961.       | 1.697       |             |
| 1971.       | 1.447       |             |
| 1981.       | 1.383       |             |
| 1991.       | 1.319       | 1.282       |
| 2002.       | 1.173       | 1.208       |
| 2011.       | 948         |             |
| 2022.       | 746         |             |

| Етнички састав према попису из 2002.‍ | Етнички састав према попису из 2002.‍ | Етнички састав према попису из 2002.‍ | Етнички састав према попису из 2002.‍ | Етнички састав према попису из 2002.‍ |
| ------------------------------------ | ------------------------------------ | ------------------------------------ | ------------------------------------ | ------------------------------------ |
|                                      |                                      |                                      |                                      |                                      |
| Срби                                 | Срби                                 |                                      | 1.163                                | 99,14%                               |
| Руси                                 | Руси                                 |                                      | 2                                    | 0,17%                                |
| Хрвати                               | Хрвати                               |                                      | 1                                    | 0,08%                                |
| Бошњаци                              | Бошњаци                              |                                      | 1                                    | 0,08%                                |
| Албанци                              | Албанци                              |                                      | 1                                    | 0,08%                                |
| непознато                            | непознато                            |                                      | 4                                    | 0,34%                                |

| Година пописа     | 1948. | 1953. | 1961. | 1971. | 1981. | 1991. | 2002. |
| ----------------- | ----- | ----- | ----- | ----- | ----- | ----- | ----- |
| Број домаћинстава | 293   | 319   | 321   | 326   | 345   | 362   | 398   |

| Број чланова      | 1  | 2  | 3  | 4  | 5  | 6  | 7 | 8 | 9 | 10 и више | Просек |
| ----------------- | -- | -- | -- | -- | -- | -- | - | - | - | --------- | ------ |
| Број домаћинстава | 89 | 98 | 65 | 78 | 34 | 29 | 4 | 0 | 1 | 0         | 2,95   |

| Пол    | Укупно | Неожењен/Неудата | Ожењен/Удата | Удовац/Удовица | Разведен/Разведена | Непознато |
| ------ | ------ | ---------------- | ------------ | -------------- | ------------------ | --------- |
| Мушки  | 500    | 161              | 304          | 25             | 9                  | 1         |
| Женски | 500    | 84               | 306          | 101            | 8                  | 1         |
| УКУПНО | 1.000  | 245              | 610          | 126            | 17                 | 2         |

| Пол    | Укупно                    | Пољопривреда, лов и шумарство | Рибарство                            | Вађење руде и камена | Прерађивачка индустрија       |
| ------ | ------------------------- | ----------------------------- | ------------------------------------ | -------------------- | ----------------------------- |
| Мушки  | 285                       | 86                            | 0                                    | 0                    | 80                            |
| Женски | 134                       | 68                            | 0                                    | 0                    | 33                            |
| УКУПНО | 419                       | 154                           | 0                                    | 0                    | 113                           |
| Пол    | Производња и снабдевање   | Грађевинарство                | Трговина                             | Хотели и ресторани   | Саобраћај, складиштење и везе |
| Мушки  | 6                         | 60                            | 24                                   | 4                    | 6                             |
| Женски | 0                         | 2                             | 11                                   | 3                    | 1                             |
| УКУПНО | 6                         | 62                            | 35                                   | 7                    | 7                             |
| Пол    | Финансијско посредовање   | Некретнине                    | Државна управа и одбрана             | Образовање           | Здравствени и социјални рад   |
| Мушки  | 0                         | 5                             | 6                                    | 2                    | 2                             |
| Женски | 0                         | 4                             | 2                                    | 5                    | 3                             |
| УКУПНО | 0                         | 9                             | 8                                    | 7                    | 5                             |
| Пол    | Остале услужне активности | Приватна домаћинства          | Екстериторијалне организације и тела | Непознато            | Непознато                     |
| Мушки  | 1                         | 0                             | 0                                    | 3                    | 3                             |
| Женски | 2                         | 0                             | 0                                    | 0                    | 0                             |
| УКУПНО | 3                         | 0                             | 0                                    | 3                    | 3                             |